# TSG 1899 Hoffenheim
A Turn- und Sportgemeinschaft 1899 Hoffenheim e.V., röviden 1899 Hoffenheim, egy német labdarúgócsapat, melynek székhelye Hoffenheimben, Sinsheim külvárosában van. A csapat 2008 óta tagja a Bundesligának.

## Történet
Hoffenheim falu torna- (Turnverein Hoffenheim) és futballegyesülete (Fußballverein Hoffenheim) 1945-ben egyesült TSG 1899 Hoffenheim néven. A klub sokáig amatőr/félamatőr szinten szerepelt, a 90-es évek elején még a német nyolcadosztályban játszott. 2000-ben a klub utánpótlásában edződött, és később sikeres üzletemberré vált Dietmar Hopp anyagi támogatást nyújtott ifjúkori csapatának, mely akkor már az ötödosztályban szerepelt. A hatás azonnali volt: a Hoffenheim 2000-ben az ötödosztály (Verbandsliga Nordbaden) bajnoka lett, majd egy évvel később a negyedosztályt (Oberliga Baden-Württemberg) is megnyerték. A következő években a harmadosztály (Regionalliga Süd) élmezőnyéhez tartoztak, a 2003-04-es Német Kupa sorozatban egészen a negyeddöntőig jutottak.
2005-ben tárgyalások folytak a Hoffenheim, a Sandhausen és az Astoria Walldorf egyesítéséről FC Heidelberg 06 néven, Heidelberg központtal. A heidelbergi születésű Dietmar Hopp egy erős csapatot kívánt létrehozni, mely feljuthat a német első osztályba, ám számításait keresztülhúzta a két kisebb csapat ellenállása.

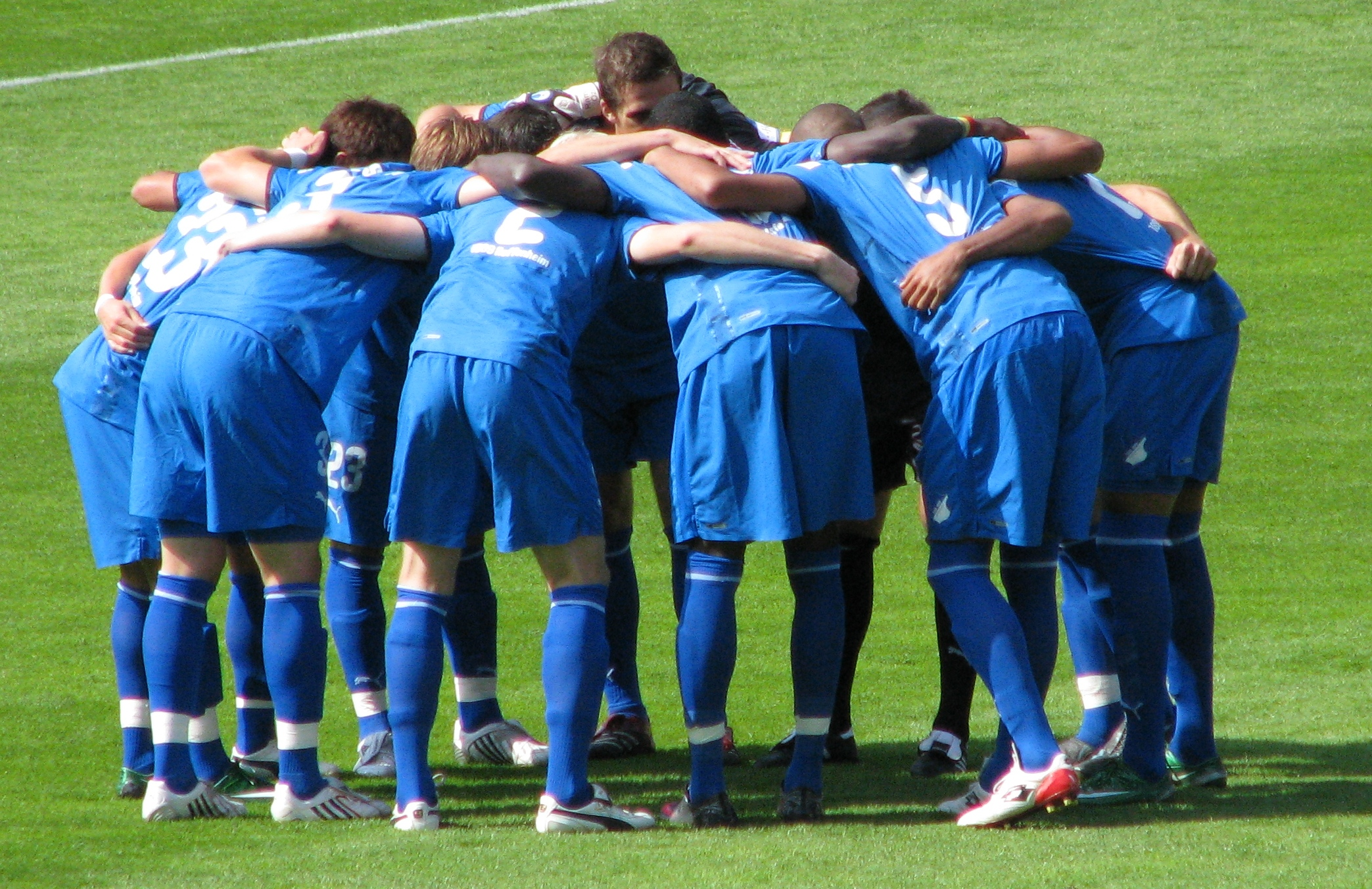
Csapatmegbeszélés (2008)

A sikertelen egyesítési kísérlet után Hopp immár komolyabb összegeket tett a csapatba. A technikai stáb fejlesztésén kívül leigazolt több Bundesliga tapasztalattal rendelkező játékost és elcsábította a jelentős edzői pályafutással rendelkező Ralf Rangnickot. A megerősített Hoffenheim 2007-ben feljutott a Bundesliga II-be, majd mindössze egy év másodosztályú szereplés után a Bundesligába.
A hatalmas tehetségekkel teli Hoffenheim első idényét parádésan kezdte, az őszi szezont a tabella első helyén zárták. A siker kulcsa a gyors és rendkívül hatékony támadójáték volt: 17 meccsen 47 gólt szereztek, ebből Vedad Ibišević 18-at. A tavaszi szezon azonban rendkívül gyengére sikerült, melynek elsősorban Ibišević, és más kulcsfontosságú játékosok sérülése volt az oka. Így végül "csak" a hetedik helyen végeztek. A következő években a Hoffenheim a Bundesliga középmezőnyéhez tartozott.
A 2012-13-as rendkívül gyenge szezon után a csapat a bennmaradásért osztályozót játszott, melyet kettős győzelemmel zárt.

## Stadion

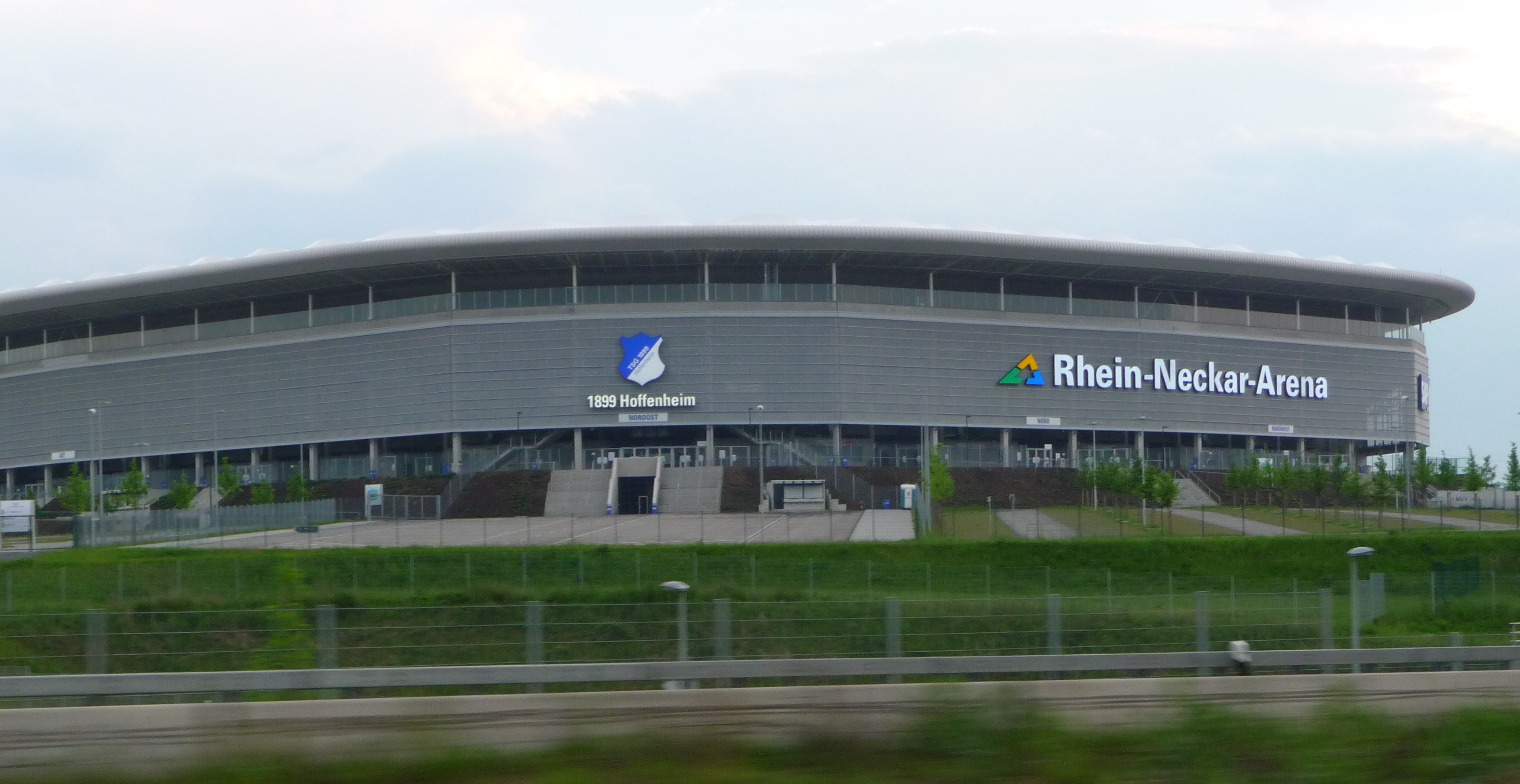
Rhein-Neckar-Arena

A csapat a 2008-as Bundesliga debütálásig a hoffenheimi Dietmar-Hopp-Stadionban játszotta hazai mérkőzéseit. A 6350 férőhelyes stadiont a csapattulajdonos üzletemberről, Dietmar Hoppról nevezték el.
2007 és 2009 között épült meg a Hoffenheim új stadionja, a 30150 férőhelyes Rhein-Neckar-Arena. A csapat első tétmérkőzését az Energie Cottbus ellen játszotta 2009. január 31-én.

## Híres játékosok
| - David Alaba - Sejad Salihović - Vedad Ibišević - Luiz Gustavo - Boubacar Sanogo - Isaac Vorsah | - Prince Tagoe - Ryan Babel - Josip Šimunić - Gylfi Sigurðsson - Andreas Beck - Tim Wiese | - Chinedu Obasi - Eren Derdiyok - Demba Ba - Eduardo Vargas - Roberto Firmino - Andrej Kramarić |

## Keret

### Jelenlegi keret
2023. december 8. szerint.
A vastaggal jelzett játékosok felnőtt válogatottsággal rendelkeznek.
A dőlttel jelzett játékosok kölcsönben szerepelnek a klubnál.
| Mezszám                | Név                | Nemzetiség                                | Születési hely             | Születési idő (kor)            | Korábbi csapat           | Érték(€)   | Szerződés lejárta |
| Kapusok                | Kapusok            | Kapusok                                   | Kapusok                    | Kapusok                        | Kapusok                  | Kapusok    | Kapusok           |
| ---------------------- | ------------------ | ----------------------------------------- | -------------------------- | ------------------------------ | ------------------------ | ---------- | ----------------- |
| 1                      | Oliver Baumann     | német                                     | Breisach am Rhein          | 1990. június 2. (34 éves)      | SC Freiburg              | 4 000 000  | 2026.06.30.       |
| 36                     | Nahuel Noll        | német · spanyol                           | München                    | 2003. március 17. (22 éves)    | Utánpótlásból került fel | 250 000    | 2025.06.30.       |
| 37                     | Luca Philipp       | német                                     | Stuttgart                  | 2000. november 28. (24 éves)   | Utánpótlásból került fel | 300 000    | 2024.06.30.       |
| Védők                  |                    |                                           |                            |                                |                          |            |                   |
| 3                      | Pavel Kadeřábek    | cseh                                      | Prága                      | 1992. április 25. (32 éves)    | AC Sparta Praha          | 3 000 000  | 2025.06.30.       |
| 5                      | Ozan Kabak         | török                                     | Ankara                     | 2000. március 25. (25 éves)    | FC Schalke 04            | 13 000 000 | 2026.06.30.       |
| 15                     | Kasim Adams        | Ghána                                     | Accra                      | 1995. június 22. (29 éves)     | BSC Young Boys           | 700 000    | 2024.06.30.       |
| 22                     | Kevin Vogt         | német                                     | Witten                     | 1991. szeptember 23. (33 éves) | 1. FC Köln               | 2 500 000  | 2025.06.30.       |
| 23                     | John Brooks        | USA · német                               | Berlin                     | 1993. január 28. (32 éves)     | SL Benfica               | 2 000 000  | 2024.06.30.       |
| 25                     | Kevin Akpoguma     | Nigéria · német                           | Neustadt an der Weinstraße | 1995. április 19. (29 éves)    | Karlsruher SC            | 3 500 000  | 2026.06.30.       |
| 30                     | Marco John         | német                                     | Bad Friedrichshall         | 2002. április 2. (22 éves)     | Utánpótlásból került fel | 2 000 000  | 2025.06.30.       |
| 34                     | Stanley Nsoki      | francia · Kongói Demokratikus Köztársaság | Poissy                     | 1999. április 9. (25 éves)     | Club Brugge KV           | 3 000 000  | 2027.06.30.       |
| 41                     | Szalai Attila      | magyar                                    | Budapest                   | 1998. január 20. (27 éves)     | Fenerbahçe SK            | 14 000 000 | 2027.06.30.       |
| 48                     | Joshua Quarshie    | német · Ghána                             | Duisburg                   | 2004. július 26. (20 éves)     | Utánpótlásból került fel | 250 000    | 2025.06.30.       |
| Középpályások          |                    |                                           |                            |                                |                          |            |                   |
| 6                      | Grischa Prömel     | német                                     | Stuttgart                  | 1995. január 9. (30 éves)      | 1. FC Union Berlin       | 7 000 000  | 2026.06.30.       |
| 8                      | Dennis Geiger      | német                                     | Mosbach                    | 1998. június 10. (26 éves)     | Utánpótlásból került fel | 5 000 000  | 2027.06.30.       |
| 11                     | Florian Grillitsch | osztrák                                   | Neunkirchen                | 1995. augusztus 7. (29 éves)   | AFC Ajax                 | 6 500 000  | 2026.06.30.       |
| 16                     | Anton Stach        | német                                     | Buchholz in der Nordheide  | 1998. november 15. (26 éves)   | 1. FSV Mainz 05          | 15 000 000 | 2027.06.30.       |
| 17                     | Julian Justvan     | német                                     | Landshut                   | 1998. április 2. (26 éves)     | SC Paderborn 07          | 1 500 000  | 2027.06.30.       |
| 18                     | Diadie Samassékou  | Mali                                      | Bamako                     | 1996. január 11. (29 éves)     | FC Red Bull Salzburg     | 3 000 000  | 2025.06.30.       |
| 20                     | Finn Ole Becker    | német                                     | Elmshorn                   | 2000. június 8. (24 éves)      | FC St. Pauli             | 2 500 000  | 2026.06.30.       |
| 29                     | Robert Skov        | dán                                       | Marbella                   | 1996. május 20. (28 éves)      | FC København             | 6 500 000  | 2024.06.30.       |
| 39                     | Tom Bischof        | német                                     | Aschaffenburg              | 2005. június 28. (19 éves)     | Utánpótlásból került fel | 3 500 000  | 2025.06.30.       |
| 40                     | Umut Tohumcu       | német · török                             | Offenburg                  | 2004. augusztus 11. (20 éves)  | Utánpótlásból került fel | 1 500 000  | 2026.06.30.       |
| Támadók                |                    |                                           |                            |                                |                          |            |                   |
| 7                      | Mërgim Berisha     | német                                     | Berchtesgaden              | 1998. május 11. (26 éves)      | FC Augsburg              | 14 000 000 | 2027.06.30.       |
| 9                      | Ihlas Bebou        | Togo · német                              | Aledjo Kadara              | 1994. április 23. (30 éves)    | Hannover 96              | 7 000 000  | 2026.06.30.       |
| 10                     | Wout Weghorst      | holland                                   | Borne                      | 1992. augusztus 7. (32 éves)   | Burnley FC               | 9 000 000  | 2024.06.30.       |
| 14                     | Maximilian Beier   | német                                     | Brandenburg                | 2002. október 17. (22 éves)    | Utánpótlásból került fel | 8 000 000  | 2027.06.30.       |
| 21                     | Marius Bülter      | német                                     | Ibbenbüren                 | 1993. március 29. (31 éves)    | FC Schalke 04            | 3 000 000  | 2026.06.30.       |
| 27                     | Andrej Kramarić    | horvát                                    | Zágráb                     | 1991. június 19. (33 éves)     | Leicester City FC        | 8 000 000  | 2025.06.30.       |
| 31                     | Bambasé Conté      | német · Guinea                            | Saarbrücken                | 2003. július 7. (21 éves)      | Utánpótlásból került fel | 200 000    | 2026.06.30.       |
| Kölcsönadott játékosok |                    |                                           |                            |                                |                          |            |                   |
| Név                    | Poszt              | Nemzetiség                                | Születési hely             | Születési idő (kor)            | Kölcsönben itt           | Érték (€)  | Kölcsön lejárta   |
| Muhammed Damar         | középpályás        | német · török                             | Berlin                     | 2004. április 9. (20 éves)     | Hannover 96              | 1 000 000  | 2024.06.30.       |
| Jacob Bruun Larsen     | támadó             | dán                                       | Lyngby                     | 1998. szeptember 19. (26 éves) | Burnley FC               | 3 000 000  | 2024.06.30.       |
| Fisnik Asllani         | támadó             | német · Koszovó                           | Berlin                     | 2002. augusztus 8. (22 éves)   | FK Austria Wien          | 800 000    | 2024.06.30.       |

## A Hoffenheim helyezései az utóbbi években
| Szezon    | Liga                            | Helyezés |
| 1999-2000 | Verbandsliga Nordbaden (V)      | 1. ↑     |
| 2000-01   | Oberliga Baden-Württemberg (IV) | 1. ↑     |
| 2001-02   | Regionalliga Süd (III)          | 13.      |
| 2002-03   | Regionalliga Süd                | 5.       |
| 2003-04   | Regionalliga Süd                | 5.       |
| 2004-05   | Regionalliga Süd                | 7.       |
| 2005-06   | Regionalliga Süd                | 4.       |
| 2006-07   | Regionalliga Süd                | 2. ↑     |
| 2007-08   | 2nd Bundesliga (II)             | 2. ↑     |
| 2008-09   | Bundesliga (I)                  | 7.       |
| 2009-10   | Bundesliga (I)                  | 11.      |
| 2010-11   | Bundesliga (I)                  | 11.      |
| 2011-12   | Bundesliga (I)                  | 11.      |
| 2012-13   | Bundesliga (I)                  | 16.      |
| 2013-14   | Bundesliga (I)                  | 9.       |
| 2014-15   | Bundesliga (I)                  | 8.       |
| 2015-16   | Bundesliga (I)                  | 15.      |
| 2016-17   | Bundesliga (I)                  | 4.       |
| 2017-18   | Bundesliga (I)                  | 3.       |
| 2018-19   | Bundesliga (I)                  | 9.       |
| 2019-20   | Bundesliga (I)                  | 6.       |

## Nemzetközi szereplés (UEFA)

#### Bajnokok Ligája (BL)
| Szezon  | Forduló    | Klub            | 1. mérk. | 2. mérk. | Össz. |
| ------- | ---------- | --------------- | -------- | -------- | ----- |
| 2017–18 | Rájátszás  | Liverpool       | 1–2      | 2–4      | 3–6   |
| 2018–19 | Csoportkör | Sahtar Doneck   | 2–3      | 2–2      | 4.    |
| 2018–19 | Csoportkör | Manchester City | 1–2      | 1–2      | 4.    |
| 2018–19 | Csoportkör | Lyon            | 3–3      | 2–2      | 4.    |

#### Európa-liga (EL)
| Szezon  | Forduló       | Klub                | 1. mérk. | 2. mérk. | Össz. |
| ------- | ------------- | ------------------- | -------- | -------- | ----- |
| 2017–18 | Csoportkör    | Braga               | 1–2      | 1–3      | 4.    |
| 2017–18 | Csoportkör    | Ludogorec Razgrad   | 1–1      | 1–2      | 4.    |
| 2017–18 | Csoportkör    | İstanbul Başakşehir | 3–1      | 1–1      | 4.    |
| 2020–21 | Csoportkör    | Gent                | 4–1      | 4–1      | 1.    |
| 2020–21 | Csoportkör    | Red Star Belgrade   | 2–0      | 0–0      | 1.    |
| 2020–21 | Csoportkör    | Slovan Liberec      | 5–0      | 2–0      | 1.    |
| 2020–21 | Nyolcaddöntők | Molde               |          |          |       |

## Magyarok a klubnál
- Szalai Attila (2023–)
- Szalai Ádám (2014–2019)
- Szántó Gergő (akadémia, 2010–2013)
- Lőw Zsolt (2006–2008)

## Fordítás
- Ez a szócikk részben vagy egészben  a   TSG 1899 Hoffenheim című angol Wikipédia-szócikk ezen változatának fordításán alapul.  Az eredeti cikk szerkesztőit annak laptörténete sorolja fel. Ez a jelzés csupán a megfogalmazás eredetét és a szerzői jogokat jelzi, nem szolgál a cikkben szereplő információk forrásmegjelöléseként.